# بيتر شورت
بيتر شورت (بالإنجليزية: Peter Short)‏ (27 أكتوبر 1944 في المملكة المتحدة - 22 فبراير 1984 في الولايات المتحدة) هو لاعب كرة قدم بريطاني في مركز الدفاع. لعب مع فانكوفر وايتكابس ومنيسوتا كيكس ‏ وكليفلاند ستوكرز ودالاس تورنايدو وDenver Dynamos ‏ وPhiladelphia Spartans ‏ وروتشستر لانسر ‏.